# معمي لورنز

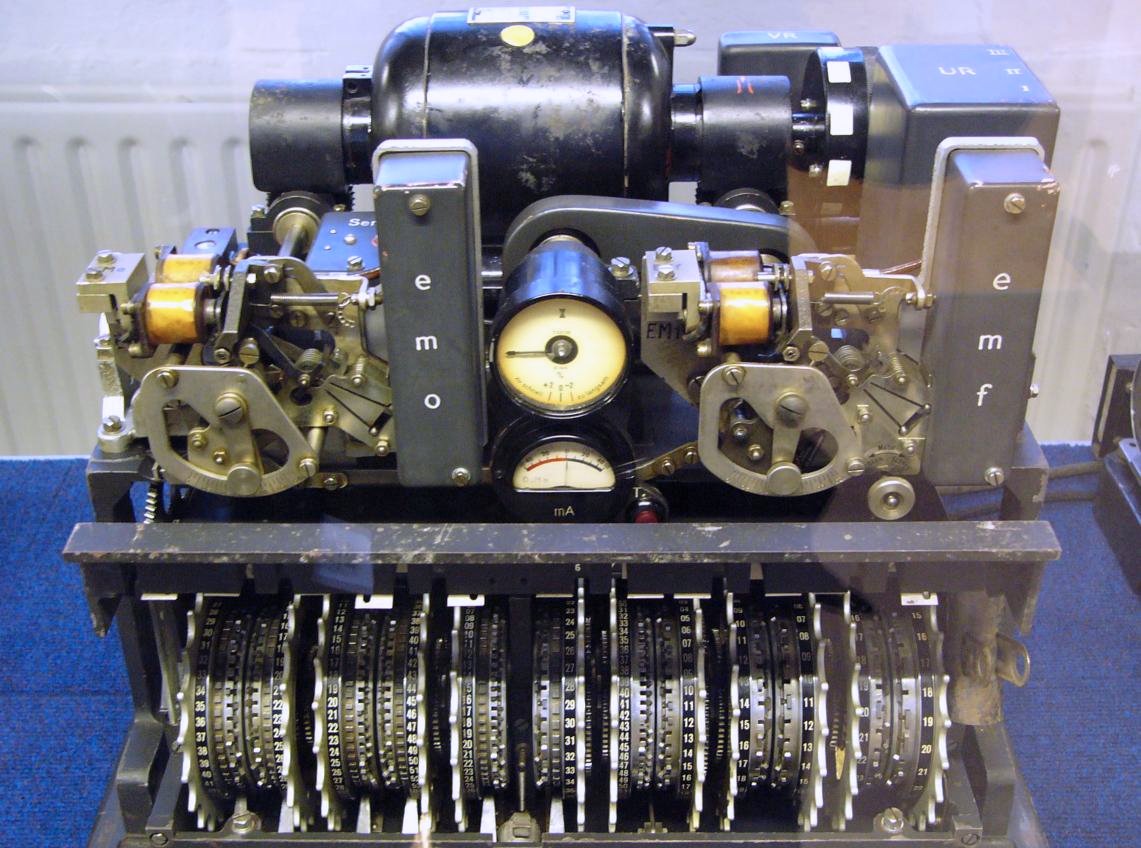
معمي لورنز استعملته القيادة العليا للقوات المسلحة النازية لتعمية الاتصالات في أثناء الحرب العالمية الثانية، وهي مثالٌ عن آلات التعمية ذات الدوَّارات.

معمي لورنز (بالإنجليزية: Lorenz cipher) واسمه الرمزي (بالإنجليزية: Lorenz SZ40, SZ42a and SZ42b) هو آلة تعمية ألمانية بتدفق دوار، استخدمها الجيش الألماني في الحرب العالمية الثانية. طورها سي لورينز إي جي في برلين. اشتُق اسم الطراز (إس زِد) من (ارتباط الشفرات) في اللغة الألمانية. نفّذت الأدوات تعمية فيرنام. لقب محللو النصوص المعماة البريطانيون الذين أشاروا لحركة المبرقة الألمانية المشفرة كسمكة، الآلة وحركتها بتوني (سمك التونة) واستنتجوا هيكلها المنطقي قبل ثلاث سنوات من رؤية هذه الآلة.
كانت آلات إس زِد مرفقات مختصة للمبرقات الكاتبة القياسية. أُنشئت وصلة تجريبية باستخدام آلات إس زِد40 في يونيو عام 1941. استُخدمت آلات إس زِد42 المحسنة بشكل أساسي من منتصف عام 1942 فصاعدا للاتصالات عالية المستوى بين القيادة العليا الألمانية في فنسدورف بالقرب من برلين، وقيادة الجيش في شتى أنحاء أوروبا المحتلة. بدأ استخدام إس زِد42أ الأكثر تطورا في فبراير عام 1943، وإس زِد42ب في يونيو عام 1944.
استُخدمت الآلة الكاتبة الراديوية بدلا من دارات الخطوط الأرضية لهذه الحركة. التُقطت هذه الرسائل غير المعمَّاة بترميز مورس (نومو) بواسطة محطات واي البريطانية في نوكهولت ودنمارك هيل وأُرسلت إلى مدونة الحكومة ومدرسة سايفر في حديقة بليتشلي. اُستخرِج مُعمَّى البعض باستخدام طرق يدوية قبل أن تتم العملية بصورة آلية في جزء منه، أولا باستخدام آلات روبنسون ثم بأجهزة الحواسيب العملاقة. قدمت رسائل لورنز التي استُخرج معماها واحدة من أهم المساهمات للاستخبارات العسكرية البريطانية ألترا ولانتصار الحلفاء في أوروبا، بسبب الطبيعة الاستراتيجية رفيعة المستوى للمعلومات التي حُصل عليها جراء استخراج معمى رسائل آلة لورنز.

## تاريخ
دخلت مجموعة من خبراء فك التشفير البريطانيين والأمريكيين إلى ألمانيا مع قوات خط المواجهة الأمامي بعد الحرب العالمية الثانية، للاستيلاء على الوثائق والتكنولوجيا والعاملين في مختلف منظمات الاستخبارات الألمانية قبل أن تُدمر هذه الأسرار أو تُنهب أو تؤسر من قبل السوفييت. أُطلق عليهم لجنة الاستخبارات المستهدفة: تيكوم.
من واضعي الشفرات الألمان الأسرى، دكتور هوتينهاين ودكتور فريك، الذين تعلموا تطوير إس زِد40 وإس زِد42 أ وب. كان التصميم مخصصا لجهاز يمكن توصيله بأي مبرقة كاتبة. أُشير للجهاز الأول باسم إس زِد40 (النوع القديم)، والذي احتوى على عشر دوارات ذات كامات ثابتة. وعُرف أن حماية هذا الجهاز ليست جيدة. كان لـ إس زِد40 النهائي عشر دوارات مع كامات متحركة. سُميت الدوارات الخمس في أقصى اليمين (شبالت سيزر) لكن سُميت عجلات شي من قبل بيل توته، وسُميت الخمس في أقصى اليسار (شبرينغ سيزر)، وعجلات ساي من قبل توته. سُميت دوارتا فورغليغا في المنتصف (مو) أو عجلات دوارة من قبل توته.
عولجت وحدات البيانات الخمس لكل حرف تلغراف مرمز من آي تي إي2 أولا بواسطة عجلات شي الخمس، ثم عولجت بواسطة عجلات ساي الخمس. عكست الكامات الموجودة على العجلات قيمة بِت إذا كانت في الموضع المرتفع، لكنها تركتها دون تغيير إذا كانت في الموضع المنخفض.

## التيار الرئيسي
سار الأداء المنطقي لنظام توني بشكل جيد قبل أن يرى محللو شفرات منتزه بليتشلي إحدى الآلات –وهو ما حدث فقط في عام 1945، قبل وقت قصير من نصر الحلفاء في أوروبا. عمل جهاز إس زِد كمرفق مختص لمبرقة لورينز القياسية. كان لها قاعدة معدنية 19 بوصة (48 سنتيمتر) بِـ 15.5 بوصة (39 سنتيمتر) وارتفاعها 17 بوصة (43 سنتيمتر). تتألف حروف المبرقة من خمس وحدات بيانية (أو نبضات)، رُمزت في أبجدية التلغراف الدولية 2 (آي تي أي 2). ولَّدت الآلة تيارا من الأحرف المختلقة عشوائيا. وشكلت المفتاح الذي رُكب مع أحرف إدخال النص العادي. كان المركب عن طريق عملية إكس أو أر (إضافة المقياس 2).
يتكون التيار الرئيسي من جزأين مركبين دُمجوا بعملية إكس أو أر. أُنشئت من خلال مجموعتين لخمس عجلات تدور معا. ودعاها محلل شفرات منتزه بليتشلي بيل توتي بعجلات شي وعجلات ساي. لكل عجلة سلسلة من الكامات (المثبتات) حول محيطها.
يمكن أن توضع هذه الكامات في موضع مرتفع (نشط) أو منخفض (غير نشط). ولدوا "1" في الموضع المرتفع التي عكست قيمة بِت، و"0" في الموضع المنخفض والتي لم تغير قيمة البِت. يعادل عدد الكامات الموجودة على كل عجلة عدد النبضات اللازمة لجعلها تكمل دورة كاملة. وهذه الأرقام كلها مشتركة بشكل رئيسي مع بعضها البعض، مما يعطي أطول وقت ممكن قبل تكرار النمط.

## العملية
لكل وصلة توني أربع آلات إس زِد مع مبرقة إرسال ومبرقة استقبال في كل نهاية. ليعمل التشفير وفك التشفير، يجب إعداد آلات الإرسال والاستقبال بشكل متماثل. كان هناك عنصران اثنان لهذا: وضع نماذج الكامات على العجلات، وتدوير العجلات لبدء تشفير الرسالة. كان تغيير إعدادات الكامة أقل تكرارا قبل صيف عام 1944. غُيرت إعدادات الكامة أقل مما كانت كامات عجلات ساي تُغير فصليا في البداية، ولاحقا شهريا، غُيرت عجلات شي شهريا، وأنماط عجلات المحرك يوميا. وأصبحت جميع أنماط العجلات تُغير يوميا ابتداء من 1 أغسطس عام 1944.
أُرسلت إعدادات العجلة للرسالة إلى الطرف المتلقي في البداية، عن طريق مؤشر من 12 حرف أُرسل دون تشفير، ورُبطت الحروف بمواقع العجلة في كتاب. غٌير هذا الاستخدام لاحقا في أكتوبر عام 1942.